# Lê Chí Quang
Lê Chí Quang (sinh ngày 30 tháng 6 năm 1970) là một nhân vật bất đồng chính kiến người Việt Nam.

## Tiểu sử
Lê Chí Quang  sinh ngày 30/6/1970 tại huyện Thường Tín, tỉnh Hà Tây (nay là Thành phố Hà Nội) trong một gia đình tri thức, có bố mẹ đều là công chức.
Sau khi tốt nghiệp phổ thông trung học ông đi lạo động tại Tiệp Khắc, tuy nhiên được 2 năm thì ông về nước vì lý do sức khỏe yếu liên quan đến thận. Sau đó thi đỗ đỗ Đại học Luật hệ tại chức, tốt nghiệp năm 1998. Ông là người biết và sử dụng được nhiều ngoại ngữ, trong đó phải kể đến tiếng Anh, Nga và tiếng Séc. Tuy nhiên sau khi tốt nghiệp ông không xin được việc, ông đã của hàng kinh doanh và dạy vi tính nhưng không duy trì được vì căn bệnh thận ngày càng có những dấu hiệu xấu, ảnh hưởng nghiêm trọng đến sức khỏe.

## Hoạt động
Ngay trong thời gian lao động ở Tiệp Khắc, ông  đã tham gia phong trào đòi dân chủ, nhân quyền của những người chống Việt ở Tiệp Khắc; đã viết một số bài đăng trên báo "Diễn đàn tự do". Bên cạnh đó ông cũng kết nối với nhiều nhân vật bất đồng chính kiến khác ở Việt Nam và ở nước ngoài viết nhiều bài có nội dung phê phán Đảng, Nhà nước Việt Nam về vấn đề đảm bảo tự do, dân chủ cho nhân dân, tuyên truyền những quan điểm với mục đích đòi bỏ Điều 4 Hiến pháp của Việt Nam. Ngoài những bài viết trên, ông còn nổi tiếng với những phát ngôn và hành động cổ vũ mãnh liệt cho phong trào dân chủ trong nước; là một trong những cá nhân phê phán mãnh liệt Hiệp định biên giới giữa Việt Nam và nhà nước Trung Hoa.
Lê Chí Quang cũng là người tham gia vận động thành lập "Hội nhân dân giúp Đảng và Nhà nước chống tham nhũng", đồng thời lên án việc chính quyền bắt bớ những người dự định sáng lập ra "Hội nhân dân giúp Đảng và Nhà nước chống tham nhũng". Lê Chí Quang cũng là người đã kêu gọi nhiều nhà bất đồng chính kiên khác ký bản kiến nghị Quốc hội Việt Nam đòi bỏ một số nghị định của chính phủ; bày tỏ quan điểm ủng hộ, bảo vệ những phát ngôn của nhiều nhà bất đồng chính kiến khác. Ông cũng là người đứng đầu kêu gọi cho phong trào thành lập đảng đối lập với đảng cộng sản Việt Nam.
Cao trào nhất phải kể đến 10/2011 Lê Chí Quang đã đưa lên mạng internet bài viết mang tên "Hãy cảnh giác với Bắc Triều". Trong bài viết chỉ trích các hiệp định về biên giới và lãnh hải mà chính quyền Việt Nam ký kết với Trung Quốc. Với hành động này ông bị kết án "tung tin gây rối loạn trật trự an ninh quốc gia"
Ngày 21/02/2002, công an Việt Nam đã bắt ông tại một quán café internet, khi ông đang liên lạc mail với một người cũng được coi là một nhà bất đồng chính kến. Nhà của ông bị khám xét, cơ quan công an đã thu nhiều tài liệu. Theo báo chí Việt Nam thì những tài liệu đó có nội dung không đúng sự thật, xuyên tạc đường lối, chính sách của Đảng, Nhà nước Việt Nam.
Ngày 08/11/2002, sau một phiên xử kín kéo dài 3 giờ đồng hồ doTòa án thủ đô của Việt Nam  xét xử, ông bị kết tội 4 năm tù giam và 3 năm quản thúc vì tội "Tuyên truyền chống Nhà nước Cộng hoà xã hội chủ nghĩa Việt Nam"
Tháng 7 năm 2002, tổ chức Human Rights Watch tôn vinh ông với giải thưởng Hellman/Hammett, dành cho những nhà văn can đảm đối chọi với sự khủng bố chính trị. Tháng 5 năm 2003, Ân xá Quốc tế tại Úc phát động chiến dịch gửi thư điện tử mang tên "Tự Do cho Lê Chí Quang". Tháng 4 năm 2004, trong một buổi lễ tại New York, New York, Lê Chí Quang trở thành một trong hai người được Trung tâm Văn bút Hoa Kỳ trao giải Quyền Tự do được viết năm 2004. Đây là năm thứ 18 giải thưởng này được trao cho những khuôn mặt bị cầm tù vì sử dụng hoặc bảo vệ quyền tự do ngôn luận. Tháng 5 năm 2004, Lê Chí Quang được thả, hai năm trước hạn định. Bộ Ngoại giao Việt Nam nói rằng ông Quang đã được thả vì khi ở trong tù ông "đã tỏ ra ăn năn, thừa nhận các hành vi tội lỗi của mình" đồng thời đã viết đơn xin được ân xá và hứa hẹn sẽ không tái phạm.
Trong quá trình sinh hoạt trong tù, với tiền sử sức khỏe yếu, sức khỏe ông càng suy yếu trầm trọng. Nhiều tổ chức quốc tế cũng đã lên tiếng về tình trạng sức khỏe của ông, trong đó có tổ chức Ân xá Quốc tế thể hiện sự quan tâm, lo lắng đến sức khỏe của ông.
Năm 2004 được ra tù, ông làm nhiều nghề khác nhau để sinh sống và không có hứng thú tham gia các phong trào đòi dân chủ nhân quyền trước đây.

## Giải thưởng
Năm 2002, 2007 ông được Tổ chức Theo dõi Nhân quyền trao Giải thưởng Hellman/Hammett.